# Dodder
Dodder (Camelina) er en slægt med under 10 arter, som er udbredt i Nordafrika, Mellemøsten, Kaukasus, Centralasien, Himalaya, Østasien og Europa. Det er én- eller toårige urter med opstigende eller oprette stængler, der er forgrenede foroven. De grundstillede blade er hele med hel eller lappet rand. De visner ved blomstringen. Stængelbladene er spredtstillede, siddende med hel eller tandet rand. Blomsterstanden er lang, og den forlænges yderligere ved modning af frugterne. Blomsterne er regelmæssige og 4-tallige med gule eller (sjældnere) hvide kronblade. Frugten er en pæreformet, ægformet eller cylindrisk skulpe med aflange, butte frø.
| Beskrevne arter |

- Hjerteskulpet dodder (Camelina alyssum), Tandbladet Dodder.
  - Helbladet dodder eller Hundehør (Camelina alyssum ssp. integrifolia)
- Småskulpet dodder (Camelina microcarpa)
- Sæddodder (de) (Camelina sativa)

| Andre arter |

- Camelina hispida
- Camelina laxa
- Camelina rumelica